# Convention nationale acadienne
Les Conventions nationales acadiennes sont organisées à plusieurs reprises entre 1881 et 1979, dans différentes localités acadiennes (Canada).
C'est à la fin du XIXe siècle, un peu plus de 100 ans après le Grand Dérangement, que s'ouvre la période dite de "la renaissance acadienne". Les Acadiens, qui avaient vécu dans l'isolement et la discrétion depuis leur retour sur les terres d'Acadie, rejettent leur statut de citoyens de seconde zone et cherchent à prendre leur place et à se considérer comme les égaux des anglophones.
C'est dans cette optique qu'un groupe d'une centaine d'Acadiens répond à une invitation à participer à une grande manifestation francophone dans la ville de Québec lors des fêtes de la Saint-Jean-Baptiste en 1880. Enthousiasmés par cette ferveur francophone, ils décident de convoquer une Convention nationale l'année suivante, en 1881, afin de s'occuper des intérêts généraux des Acadiens.
Devant le succès rencontré, il est alors décidé que ces conventions seront régulièrement convoquées. En tout, 16 conventions seront organisées de 1881 à 1979.

## Liste des conventions nationales[1],[2]
| Rang | Date | Lieu                            | Décisions prises |
| ---- | ---- | ------------------------------- | --- |
| I    | 1881 | Memramcook                      | 5 000 personnes assistent à cette première convention qui a lieu au Collège Saint-Joseph de Memramcook les 20 et 21 juillet. Parmi ce nombre, quelques centaines participent aux délibérations en tant que délégués. Pour cette première édition très patriotique, 30 % des interventions sont consacrées à la définition du terme "Acadien". C'est ainsi que le choix de la fête nationale est discuté puis établi : ce sera la fête Notre-Dame-de-l'Assomption, le 15 août. D'autres sujets, qui seront récurrents lors des conventions ultérieures sont également abordés : agriculture, émigration, colonisation et presse. |
| II   | 1884 | Miscouche                       | Les symboles nationaux sont choisis : drapeau acadien, hymne national, insigne et devise. Les délégués votent des résolutions visant à enrayer l'émigration vers les États-Unis et à freiner l'anglicisation. |
| III  | 1890 | Pointe-de-l'Église              | Les délégués demandent que le français soit la langue d'enseignement dans les écoles acadiennes de la Nouvelle-Écosse, mais que l'anglais soit quand même enseigné conjointement. |
| IV   | 1900 | Arichat                         | Les délégués demandent l'"acadianisation" de l'Église, en particulier la nomination d'un évêque acadien. Ils réclament aussi une action commune des journaux acadiens pour protéger les intérêts du peuple acadien. Le premier ministre canadien, Wilfrid Laurier, était présent. |
| V    | 1905 | Caraquet                        | La nomination d'un évêque acadien est toujours à l'ordre du jour. Une aide est demandée au gouvernement canadien pour venir en aide aux cultivateurs acadiens. Adoption de manuels français pour les écoles acadiennes. Il est demandé que le français soit enseigné dans les écoles normales des Provinces maritimes. |
| VI   | 1908 | Saint-Basile                    | Les délégués décident de faire parvenir une supplique à Rome priant le Pape d'accorder aux Acadiens un évêque de leur nationalité. Il est demandé aux journaux acadiens de moins reproduire d'articles de journaux étrangers et de s'attacher les services d'écrivains acadiens. |
| VII  | 1913 | Tignish                         | La majeure partie du temps est consacrée à fêter la nomination, l'année précédente, de Mgr Alfred Édouard LeBlanc, le premier évêque acadien. Un Comité de rapatriement, de colonisation et d'agriculture est mis sur pied, destiné à tenter de ramener des États-Unis les Acadiens exilés. |
| VIII | 1921 | Pointe-de-l'Église et Grand-Pré | Les assises à Pointe-de-l'Église sont suivies d'un pèlerinage à Grand-Pré où la Société Nationale l'Assomption avait acquis des terrains peu de temps auparavant. Une campagne de souscription est lancée pour la construction d'une chapelle commémorative à cet endroit. Les congressistes demandent que les erreurs contenues dans les livres d'histoire du Canada concernant l'histoire acadienne soient rectifiées. Il est recommandé aux Acadiens de s'abonner aux journaux acadiens. |
| IX   | 1927 | Moncton                         | Des recommandations sont faites afin d'améliorer la représentativité des Acadiens au gouvernement du Nouveau-Brunswick. Les Acadiens sont encouragés à se regrouper en coopératives pour les achats et les ventes de produits de la ferme, de la forêt, de la pêche et de l'industrie. Les Acadiens sont incités à utiliser le plus possible le français dans leurs correspondances avec les divers ministères fédéraux et provinciaux, et à s'adresser en français dans les magasins. |
| X    | 1937 | Memramcook                      | Les droits scolaires et la colonisation sont discutés. L'agriculture, l'enseignement des arts ménagers, l'établissement d'écoles d'agriculture, la célébration de la fête nationale et la publication et la diffusion de l'histoire acadienne sont encouragés. Diverses recommandations sont adoptées relatives à l'amélioration de l'industrie de la pêche et aux problèmes de la presse acadienne. |
| XI   | 1955 | Divers lieux                    | Après 18 ans d'interruption, un comité spécial est chargé de l'organisation de grandes manifestations pour souligner le bicentenaire du Grand Dérangement. Ce qui fut nommé "les fêtes de 1955" prit une envergure considérable et se déroula dans de nombreux lieux acadiens. Ce n'était pas à proprement parler une convention nationale, mais ces fêtes sont quand même considérées comme la 11e édition. |
| XII  | 1957 | Memramcook                      | Le but principal de cette édition fut de déterminer l'avenir de la Société Nationale de l'Assomption. Une nouvelle constitution est établie et de nombreux changements sont adoptés parmi lesquels l'établissement d'un secrétariat permanent, la création d'un conseil d'administration et un changement de nom, la Société nationale de l'Assomption devenant la Société nationale des Acadiens. |
| XIII | 1960 | Pointe-de-l'Église              | Les perspectives d'avenir pour les Acadiens sont examinées. La Société Nationale des Acadiens est soumise à un examen critique afin d'évaluer son efficacité depuis sa réorganisation, la notion de patriotisme des Acadiens est définie et les conditions d'avancement économique et culturel sont étudiées. |
| XIV  | 1965 | Caraquet                        | L'accent est mis sur le développement des forces vives des Acadiens, notamment chez les jeunes. Les problèmes d'actualité et les besoins de la population sont étudiés. |
| XV   | 1972 | Fredericton                     | Plus de 1 000 Acadiens du Nouveau-Brunswick assistent à ce congrès. 264 résolutions sont votées concernant la politique, le bilinguisme, les médias, l'Union des Provinces maritimes, la fonction publique, l'éducation, l'économie et la culture. La Société des Acadiens du Nouveau-Brunswick est fondée, ce qui permet à la Société Nationale des Acadiens, trop centrée au goût de certains sur le Nouveau-Brunswick, de redevenir le porte-parole de l'ensemble des Acadiens. |
| XVI  | 1979 | Edmundston                      | La Société acadienne du Nouveau-Brunswick organise la Convention d'orientation nationale des Acadiens à Edmundston, pendant laquelle 1200 délégués discutent de la formation d'une province acadienne et d'un partage plus équitable du pouvoir politique. |